# Francis (Oklahoma)
Francis è un comune degli Stati Uniti d'America, situato nello Stato dell'Oklahoma, nella contea di Pontotoc.